# 인지초등학교 (충남)
인지초등학교는 대한민국 충청남도 서산시 인지면 둔당리에 있는 공립 초등학교이다.

## 학교 연혁
| 1931년 | 6월 16일 | 인지공립보통학교 개교                  |
| 1938년 | 4월 1일  | 인지공립심상소학교로 개칭              |
| 1941년 | 4월 1일  | 인지공립국민학교로 개칭                |
| 1957년 | 5월 1일  | 모월분교장, 차동분교장 설립인가        |
| 1959년 | 4월 1일  | 차동국민학교 분리                      |
| 1959년 | 8월 31일 | 인정국민학교 분리                      |
| 1981년 | 3월 1일  | 병설유치원 개원                        |
| 1995년 | 3월 1일  | 인정분교장 본교 편입                   |
| 1996년 | 3월 1일  | 인지초등학교로 개칭                    |
| 2009년 | 3월 1일  | 인정분교장 통합                        |
| 2018년 | 2월 9일  | 제83회 졸업 (총,6,605명)               |
| 2018년 | 3월 1일  | 초등학교 18학급, 병설유치원 1학급 편성 |
| 2020년 | 1월 3일  | 제 85회 졸업(6.739명)                  |
| 2020년 | 3월 1일  | 초등학교 18학급, 병설유치원 1학급 편성 |
| 2021년 | 1월 14일 | 제 86회 졸업(6.805명)                  |
| 2021년 | 3월 1일  | 초등학교 18학급, 병설유치원 1학급 편성 |

## 학교 상징
- 교화 - 개나리 : 따뜻한 양지에서 많이 자라고 깨끗한 희망, 협동정신을 의미
- 교목 - 소나무 : 늘 푸른 모습을 간직하고 있는 소나무의 기상은 꿋꿋한 절개와 의지를 나타냄

## 참고 자료
- 인지초등학교 - 한국교육학술정보원 학교알리미